# Rue d'Alexandrie
La rue d'Alexandrie est une voie du 2e arrondissement de Paris.

## Situation et accès
Longue de 165 mètres, elle commence 241, rue Saint-Denis et finit 104, rue d’Aboukir.
Le quartier est desservi par les lignes 4, 8 et 9 à la station Strasbourg - Saint-Denis et par la ligne 3 à la station Sentier.

## Origine du nom
Le nom d'Alexandrie lui fut donné en mémoire du siège victorieux, en 1801, des troupes françaises à Alexandrie durant la campagne d'Égypte.

## Historique
En 1520, le côté méridional de cette rue était bâti. En 1643, une partie de cette rue est appelée « rue Saint-Guillaume ». 
Le censier de l'archevêché de 1530 la nomme « rue Neuve-de-l'Ursine », puis elle prend le nom de « rue des Filles-Dieu » qu'elle garde jusqu'en 1897.
Elle est citée sous le nom de « rue des Filles Dieu » dans un manuscrit de 1636 dont le procès-verbal de visite, en date du 22 avril 1636, indique qu'elle est « orde, boueuse, avec plusieurs taz d'immundices ».
Cette rue qui commençait alors aux 337-339, rue Saint-Denis et finissait aux 26-28, rue de Bourbon-Villeneuve, tirait cette dernière dénomination de sa proximité du couvent des religieuses des Filles-Dieu, rue Saint-Denis dont elle longeait les bâtiments et les jardins.
Dans cette rue était la maison de supplice et d’arrêt de la cour des Miracles. Les religieuses des Filles-Dieu rendaient visite aux criminels avant qu’ils partent pour être exécutés à Montfaucon.
Le déplacement de la partie comprise entre la rue Saint-Denis et la rue Saint-Spire a fait disparaitre le cul-de-sac de la Grosse-Tête.

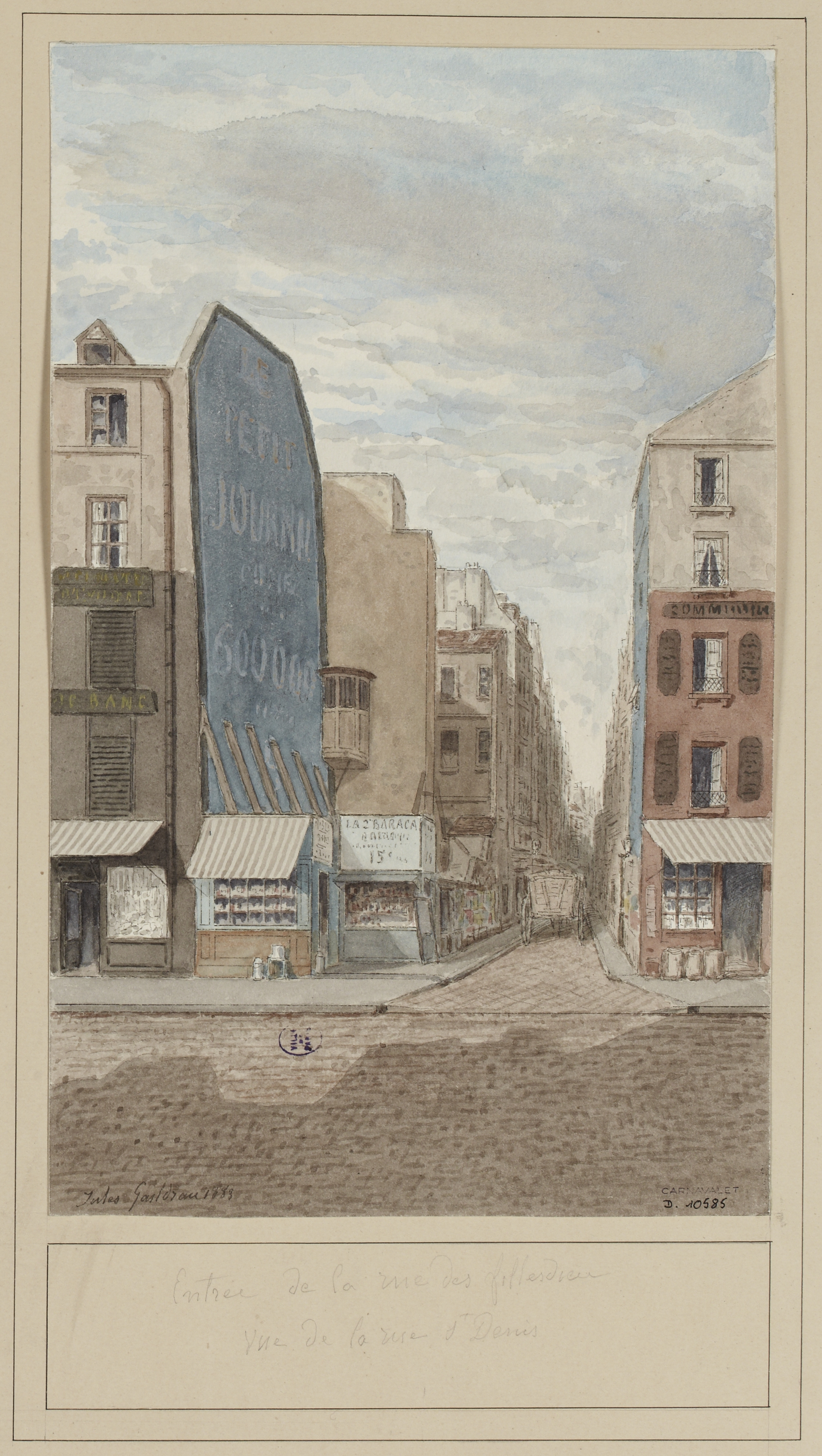
Entrée de la rue des Filles-Dieu vue de la rue Saint-Denis en 1883 (dessin de Jules Gaildrau).
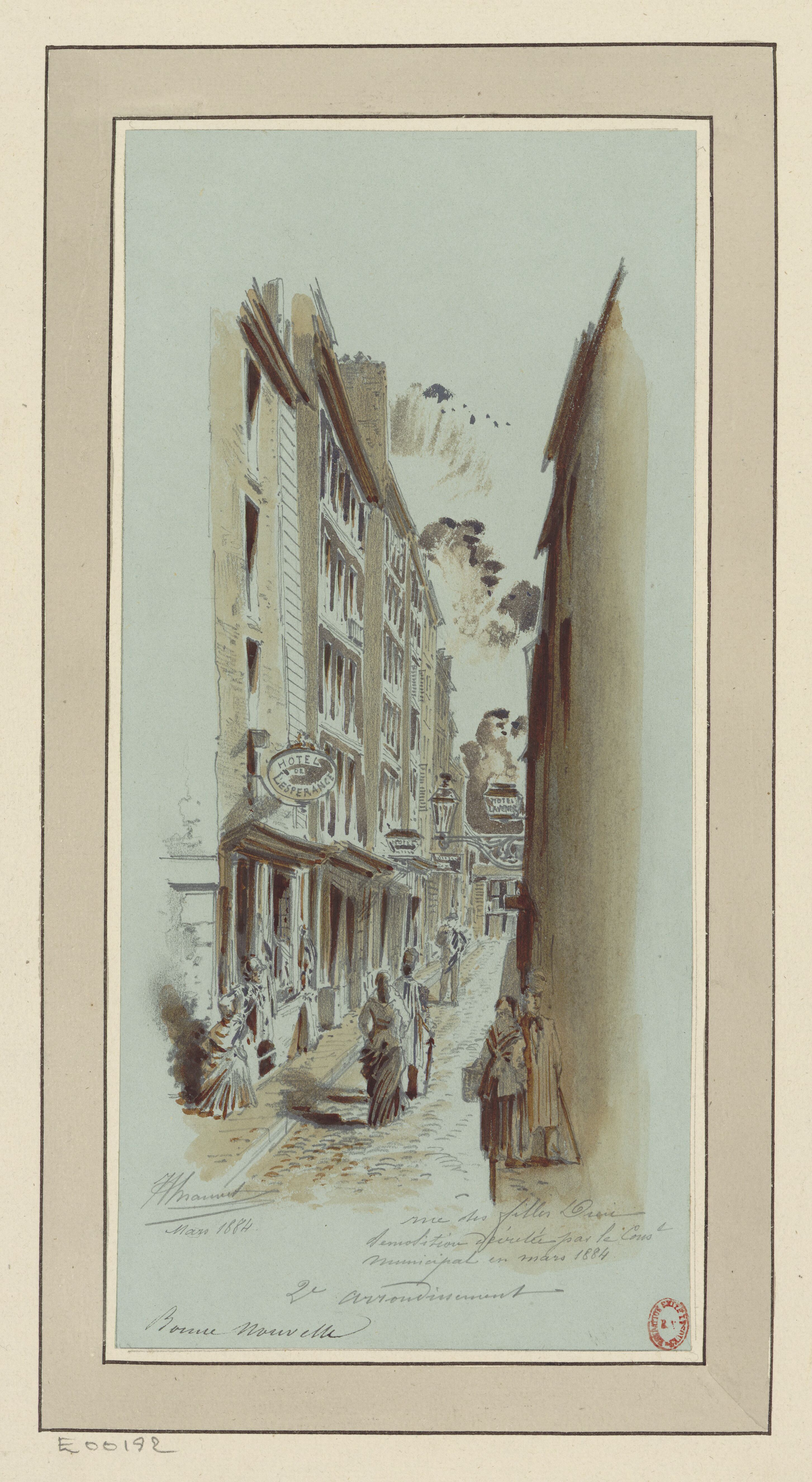
La rue des Filles-Dieu du côté de la rue Saint-Denis avant sa démolition décidée en 1884 (dessin de Jules-Adolphe Chauvet).
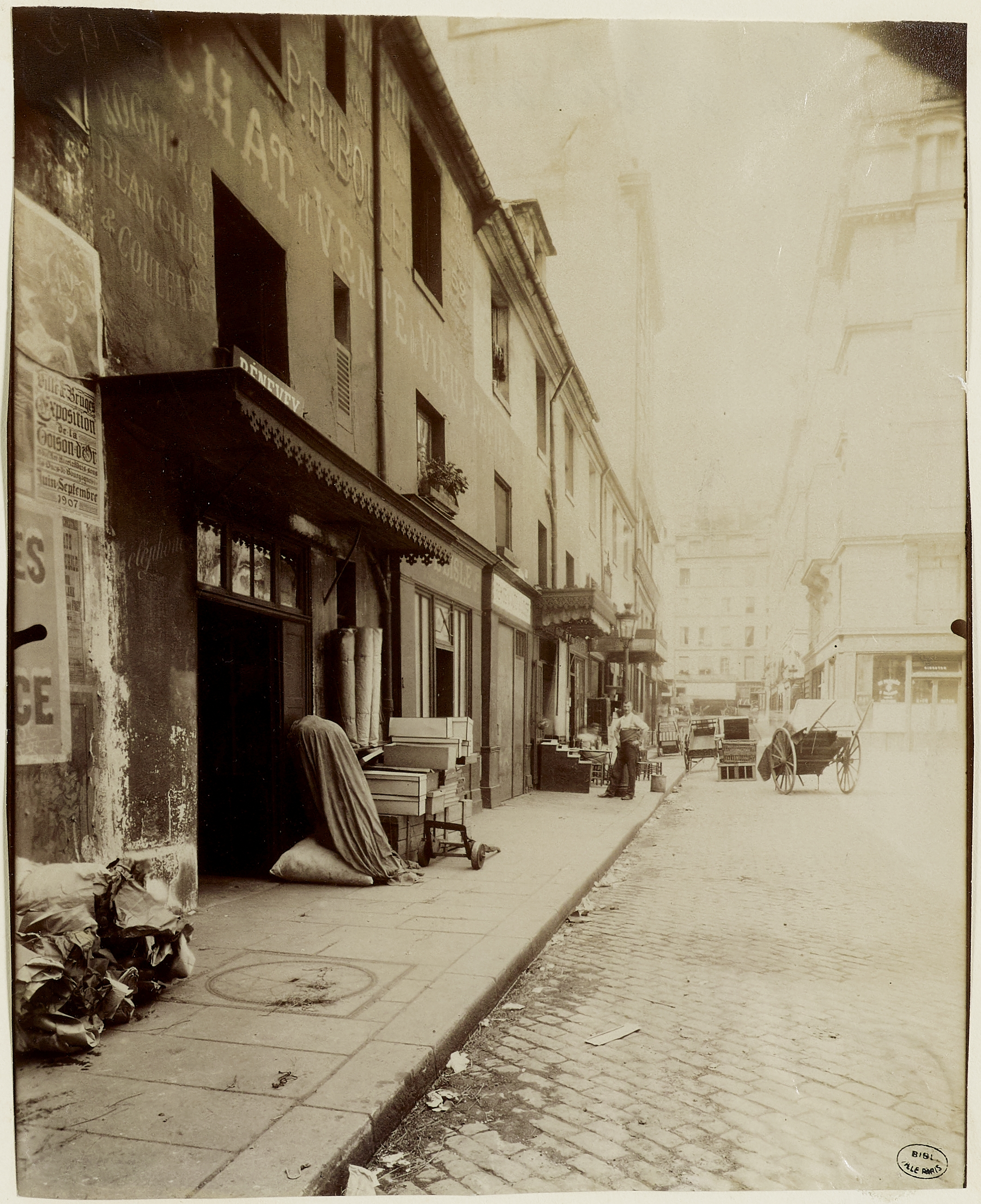
Vue de la rue en 1907 (photographie d'Eugène Atget).
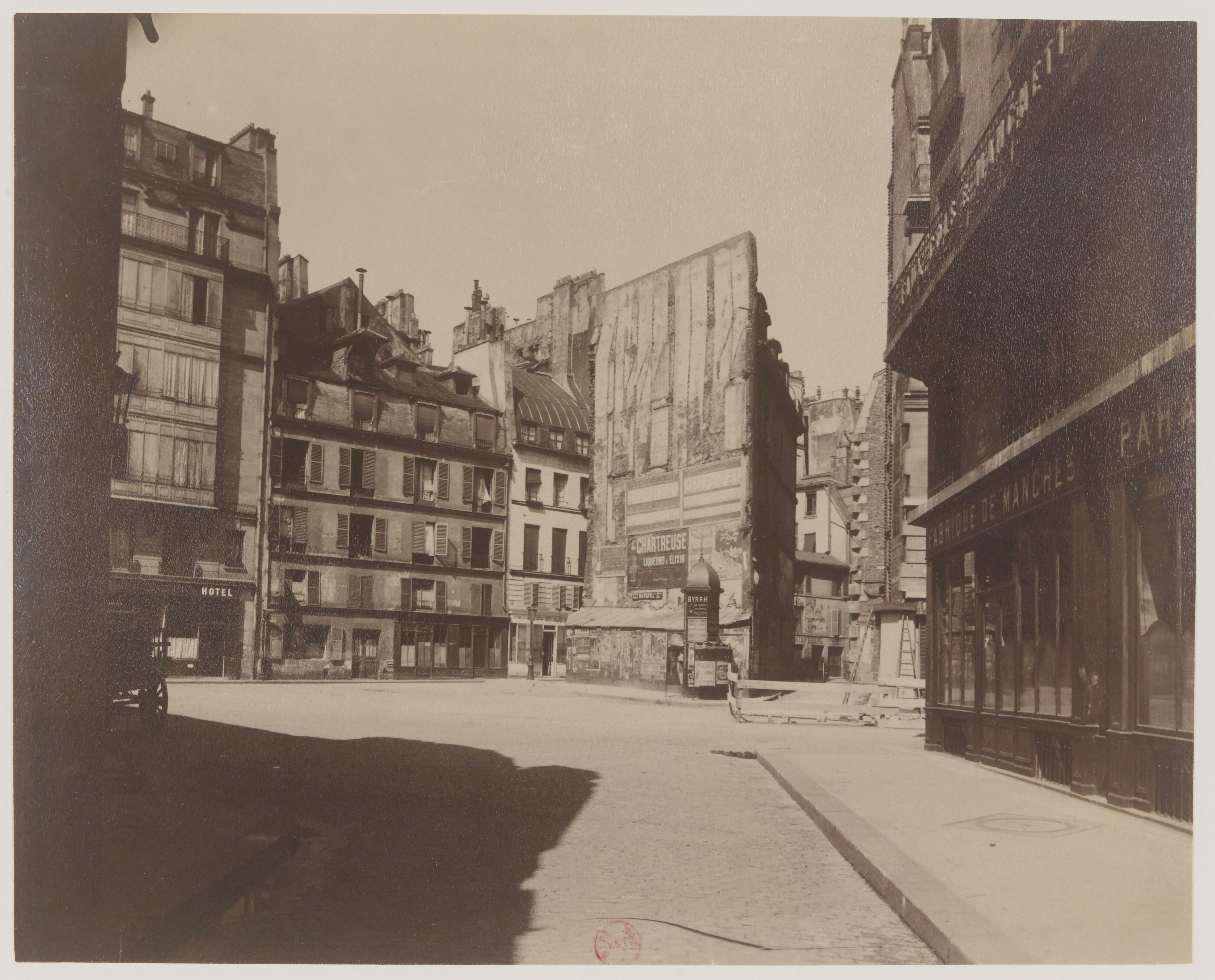
L'angle avec la rue Sainte-Foy en 1907 (photographie d'Eugène Atget).
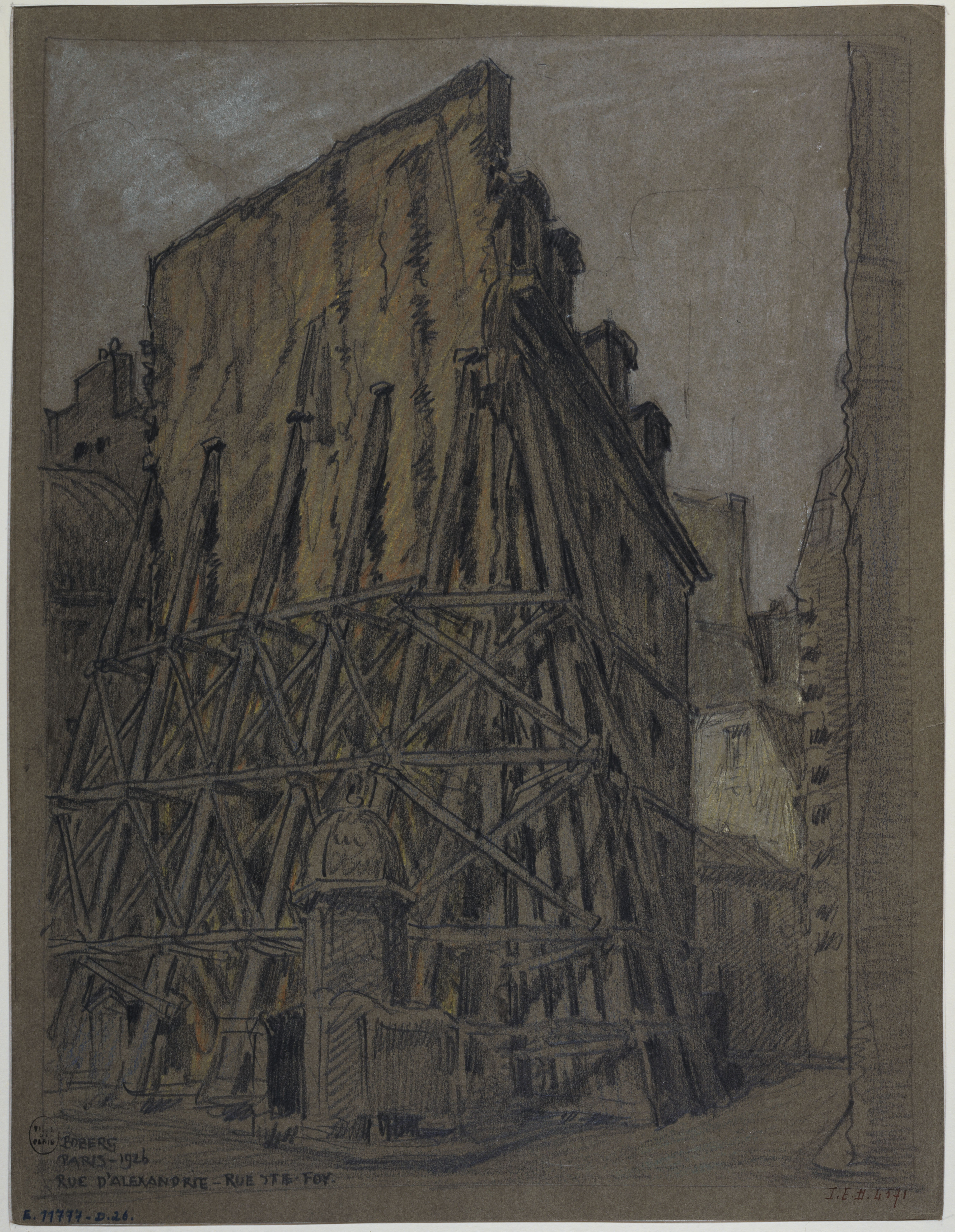
Le même angle en 1926 (dessin de Ferdinand Boberg).

## Bâtiments remarquables et lieux de mémoire
- On y trouve une des fontaines Wallace de Paris.

## Pour approfondir